# Санта-Катарина (Лиссабон)
Санта-Катарина (порт. Santa Catarina) — район (фрегезия) в Португалии, входит в округ Лиссабон. Является составной частью муниципалитета Лиссабон. Находится в составе крупной городской агломерации Большой Лиссабон. По старому административному делению входил в провинцию Эштремадура. Входит в экономико-статистический субрегион Большой Лиссабон, который входит в Лиссабонский регион. Население составляет 4081 человек на 2001 год. Занимает площадь 0,21 км².
Покровителем района считается Святая Катарина (порт. Santa Catarina).

## История
Район основан в 1559 году